# Kult ličnosti
Kult ličnosti ili kult osobnosti javno je nekritičko isticanje i obožavanje jedne osobe kao nepogrješivog političkog vođe društvenog napretka.
Kult ličnosti često nalikuje na religiju zamjenjujući obožavanje društva prema „velikom vođi“ države. 
Oblici kultova ličnosti su karakteristične za mnoge diktature, ali mogu postojati i u demokratskim sustavima. Različiti kultovi ličnosti su postojali primjerice u fašistickoj Italiji Benito Mussolinija, nacionalsocijalističkoj Njemačkoj Adolf Hitlera, realsocijalističkim diktaturama poput Rumunjske, Sovjetskoga Saveza ili Jugoslavije te u Juche diktaturi u Sjevernoj Koreji). 
Izraz je prvi put upotrijebio Nikita Hruščov u izvještaju na zatvorenoj sjednici 20. kongresa Komunističke stranke Sovjetskog Saveza (1956.), u kojemu je apologiju Josifa Visarionoviča Staljina i cijeli sustav političkih, propagandnih i represivnih mjera koji se tom apologijom služio osobito tijekom posljednja dva desetljeća Staljinove vlasti označio kao kult ličnosti. To doba je također nazvano "razdobljem kulta ličnosti". U opisu navedenoga navođeni su: zloupotreba vlasti, odmazde protiv političkih protivnika, koje su uključivale i njihovo uništenje, partijske čistke, masovno deportiranje "neprijatelja naroda", često i posve neupućenih građana. Sve te zlouporabe, golemih razmjera i posljedica, trebale su, uz falsifikate o povijesnim događajima i Staljinovoj ulozi u njima, osigurati nesmetano provođenje Staljinove samovoljne vlasti. Kult ličnosti se diferencirao kao poseban oblik autokratske vladavine koja se temelji na posvemašnoj birokratizaciji društvenog i političkog života.

## Kult ličnosti Josipa Broza Tita u SFRJ
Komunisti su i nakon smrti Josipa Broza Tite nastavili Titov kult ličnosti. Politički život odvijao se pod parolom "Poslije Tita Tito". Pojačana je ideološka dimenzija u osnovnoškolskom i srednjoškolskom obrazovanju kvizom "Titovim stazama revolucije" pri čemu su pobjednicima osiguravane nagrade i prednost pri dobivanju potpora i upisima na fakultete.
U medijima i na javnim priredbama isticana je zakletva "Druže Tito, mi ti se kunemo". Dan 25. svibnja slavljen je kao "dan mladosti" s raznim ritualima iskazivanja obožavanja. Onaj tko je uspio javno pokazati više poštovanja ili odanosti liku i djelu Tita nametao se za neku vrstu njegova poslanika. Trend titoizma prepoznali su pored komunističkih funkcionera i lokalni karijeristi te nezaposleni omladinci koji su hodočastili pješice na njegov grob da bi na povratku od mjesnih komiteta tražili pravo na posao ili neku drugu vrstu prava odnosno nagrade za pravovjernost.

## Karakteristike kulta ličnosti
- pretjerana pokornost osoba prema vođi
- nekritičnost prema iskazima vođe
- opasnost za život i zdravlje i disidenta, uhićenja, ili "nestanaci" režimskih kritičara
- pretjerana prisutnost slika i slogana na primjer u privatnim domovima, školama i tvrtkama, kao i u svim medijima
- označavanje javnih objekata, škola, ulica, trgova, športskih objekta, gradova, u skladu s vođom (npr. Staljingard, Titograd, Titov Veles, Trg Maršala Tita...)
- često apsurdne korelacije između osoba u raznim sferama života i velikog vođe.

Na kraju vladavine diktature obično se događa obrat: slijede preimenovanja ulica i gradova te uklanjanje slika i spomenika iz javnosti.

## Primjeri kultova ličnosti
- Lenjin i Staljin
- Che Guevara
- Mao Ce Tung
- Nicolae Ceauşescu
- Josip Broz Tito
- Francisco Franco
- Benito Mussolini
- Adolf Hitler